# راوویلر
راوویلر (به فرانسوی: Rauwiller) یک کمون در فرانسه با جمعیت ۲۱۳ نفر است که در Canton of Drulingen واقع شده‌است.